# A Spoonful of Sugar
«A Spoonful Of Sugar» es una canción de la película de 1964 Mary Poppins  y de los musicales del mismo nombre, compuesta por Robert B. Sherman y Richard M. Sherman.
Es cantada por Mary Poppins (Julie Andrews), instando a los dos niños, Jane (Karen Dotrice) y Michael (Matthew Garber) a limpiar su cuarto. Pero a pesar de que la tarea es desalentadora, con un poco de buena actitud, puede aún ser divertida. La melodía es oída en toda la película como el leitmotiv de Mary. Como parte del interludio, ella ve que Michael no podía salir de las puertas del armario que se abrían y se cerraban rápidamente.
En el musical, Robertson Ay y Mrs. Brill ayudan a Mrs. Banks en una fiesta de té que ella planeaba. Mrs. Brill le dice a Robertson Ay para hacer la crema, lo que los niños tratan de hacer en su lugar, a pesar de las advertencias de Robertson Ay. Después de que Jane lo envía para obtener agua caliente, sale con la fuerza de un cañón y hace que Robertson Ay corra hacia los muebles, destruyendo la cocina en el proceso. Mrs. Banks se sorprende al ver la cocina en ese estado, cuando baja con Mary Poppins. Mary la envía de nuevo arriba, mientras le da a Jane y Michael un poco de medicina, la cual sale en diferente colores y sabores, como en la película. Limpiar la cocina es similar a limpiar la guardería con Mary poniendo las cosas mágicamente en su lugar.
La canción es mezclada junto con It's A Small World, también con la canción de Sherman en el número final de On the Record, una pequeña revista sobre las canciones de Disney. 
La canción tiene características de un one-step acelerado, un baile popular de los años 1910.

## Historia
Julie Andrews aún no estaba comprometida para el papel de Mary Poppins. A ella no le gustó la canción que le fue escrita, creyendo que no tenía la suficiente chispa para ello. La canción original se llamaba "The Eyes of Love". Walt Disney instruyó a los hermanos Sherman a presentar una canción más pegadiza. Robert Sherman, el letrista principal de los dos, llegó a casa del trabajo una noche, habiendo trabajado todo el día tratando de presentarse con usa idea de una canción. Mientras pasaba por la puerta, su esposa, Joyce le informó que el niño habían recibido su vacuna de la polio ese día. Robert le preguntó a uno de sus hijos si le dolió (pensando que el niño había recibido una inyección). El niño respondió que la medicina fue puesta con un cubo de azúcar, y luego la probó. Dándose cuenta de lo que tenía, Robert Sherman llegó al trabajo temprano la mañana siguiente con el título de la canción "A Spoonful of Sugar Helps the Medicine Go Down". Sherman sugirió la letra a su hermano, Richard, quien al principio fue despectivo, pero poco a poco la fue aceptando. A petición de su hermano, Richard le puso melodía a la canción, y con eso, la canción había nacido.

## En la cultura popular
En la serie de TV How I Met Your Mother, en el episodio "Last Words", el personaje Robin Scherbatsky (interpretado por Cobie Smulders) implica a su amigo, Ted Mosby (interpretado por Josh Radnor), que es un pardillo por creer que lo que los niños recibieron es azúcar, lo que implica que lo que realmente les dieron fue cocaína, haciendo referencia al hecho, de que en un momento de la película, los niños intentaron saltar a los dibujos con Poppins.